# Víbia Aurèlia Sabina
Víbia Aurèlia Sabina (170 – abans del 217) va ser una princesa romana. Portava aquest nom en honor de l'esposa de l'emperador Hadrià, Víbia Sabina.
Era la filla menuda de l'Emperador Romà Marc Aureli i l'Emperadriu Faustina Menor. Va ser germana de l'Emperadriu Lucil·la i l'Emperador Romà Còmmode. Aurèlia Sabina podria haver nascut a Sírmium, a Pannònia. perquè l'any que va néixer, el 170, els seus pares estaven preparant una expedició bèl·lica de guerra a aquell territori.
Al llarg de la seva infància, Aurèlia Sabina havia viatjat amb els seus pares per tot l'Imperi Romà. Abans de què el seu pare morís l'any 180, Aurèlia Sabina va ser promesa amb el senador Lucius Antistius Burrus que venia de Tibilis, una ciutat propera a Hippo Regius, a la província d'Àfrica, amb qui més tard es va casar. Quan va morir el seu pare, el seu germà més gran, Còmmode, va succeir-lo com a emperador l'any 180. Després del casament d'Aurèlia Sabina i Antistius Burrus a Roma, el matrimoni es va establir a Tibilis. L'any 181, el seu marit va ser elegit cònsol. L'any 188, Lucius Antistius Burrus va participar en una conspiració contra Còmmode, en la qual van participar diversos senadors. Quan es va descobrir la conspiració, Antistius Burrus va ser assassinat.